# ذخیره ارزش

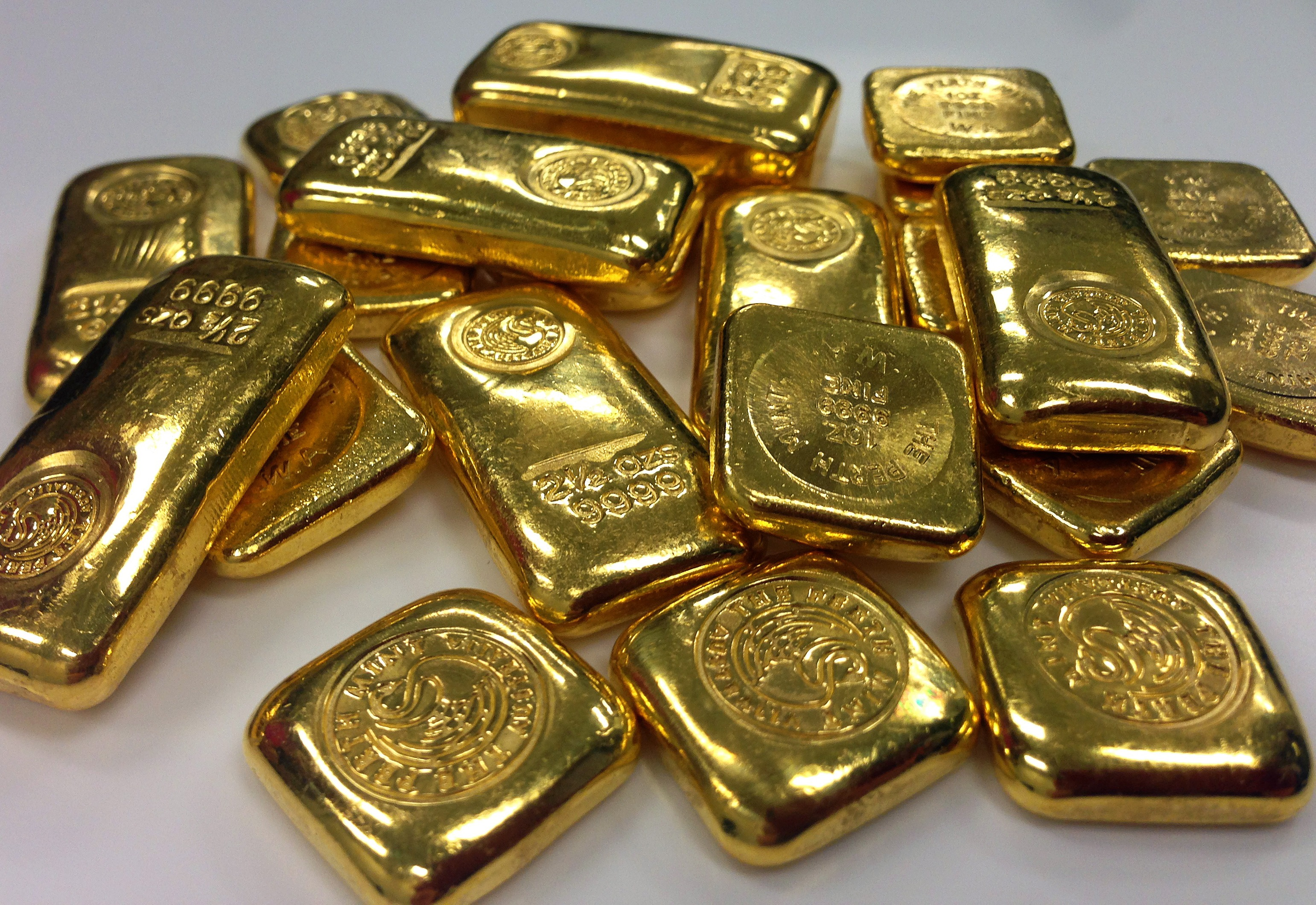
store of value

ذخیرهٔ ارزش (انگلیسی: store of value) کارکردی از یک دارایی است که می‌تواند در آینده ذخیره، بازیابی یا مبادله شود و در زمان بازیابی به طور قابل پیش بینی مفید واقع شود. در عصر جدید، ابزارهای ذخیرهٔ ارزش معمول، پول، ارز یا کالاهایی همچون طلا یا سرمایهٔ مالی هستند. نکته‌ای که در مورد هر وسیلهٔ ذخیرهٔ ارزشی به نظر می‌رسد مدیریت ریسک ذاتی آن با توجه به ثبات ذاتی تقاضا برای دارایی مورد نظر است.

## پول به عنوان ذخیرهٔ ارزش
ذخیرهٔ ارزش یکی از سه کارکرد پذیرفته شدهٔ مشخص پول است. کارکردهای دیگر آن عبارتند از:
1. ابزار استاندارد پرداخت؛ که نیازمند قابل پذیرش بودن از سوی دو طرف است
2. واحد شمارش؛ که نیازمند امکان شمارش هر مقدار حجم است

همچنین پول کارکرد مجزایی به عنوان وسیلهٔ مبادله دارد که نیازمند پایایی در روابط تجاری و ثبات و حداقل سازی فرصت‌های کلاهبرداری و تقلب است.

## ابزارهای ذخیرهٔ ارزش جایگزین
مثال‌های دیگر برای ابزارهای ذخیره ارزش همچون پول عبارتند از:
- دارایی واقعی؛ مالکیت اسناد واقعی در زمین‌های قابل کنترل و حفاظت
- فلزات گرانبها؛ مالکیت طلا، نقره، پلاتین و پالادیوم
- سنگ‌های قیمتی
- کلکسیون ها؛ برای مثال اصل آثار هنری هنرمندی مشهور یا عتیقه‌هایی مانند مصنوعات یا مسکوکات باستانی
- کوکائین؛ در گوئریمای کلمبیا به عنوان ارز و ذخیرهٔ ارزش به کار می‌رود
- مالکیت و کنترل احشام؛ که بیشتر در آفریقا مرسوم است
- سهام؛ مالکیت یک شرکت که با توان نیروی کار اقدام به خلق ارزش می‌کند
- کارت‌های ذخیره ارزش؛ ارزش فیزیکی موجود در کارت‌هایی که در قالب داده‌های کدی دودویی ذخیره شده‌اند
- ارزهای پنهانی همچون بیت کوین

از آن جایی که این اقلام برای تجارت روزانه یا ذخیره نامناسب هستند و ممکن است اختلافات معناداری در ارزش داشته باشند به ندرت پیش می‌آید که همهٔ ارزش خود را از دست بدهند. نیاز نیست که همه اقلام دارایی سرمایه‌ای باشند، ارزش اقتصادی اقلامی که به طور معمول مورد استفاده قرار نمی‌گیرند حتی در شرایط بد نیز به سختی کاهش می‌یابد. در اصل، این موضوع در مورد هر کالای صنعتی صادق است و اغلب طلا و فلزات گرانبها مورد علاقه قرار می‌گیرند چرا که تقاضا و کمیابی آن‌ها در طبیعت، ریسک کاهش ارزش آن‌ها را با افزایش تولید و عرضه از بین می‌برد.